# Малый Ягошур
Ма́лый Ягошу́р — деревня в Балезинском районе Удмуртии, входит в Исаковское сельское поселение.

## География
Через деревню протекает ручей впадающий в реку Кеп чуть выше впадения речки Кернюр (в 2-х километрах от деревни), где ранее находилась деревня Боброво.

## Население
| 1961 | 2007 | 2010 | 2012 | 2014 |
| ---- | ---- | ---- | ---- | ---- |
| 23   | ↘2   | ↘0   | →0   | ↗1   |

## Транспорт
Деревня находится в полукилометре от федеральной дороги Р321 и в километре от деревни Ушур (находится через трассу Р-321).
Добраться из районного центра можно на рейсовом автобусе Балезино—Ушур.

## Уличная сеть
Улица одна — Ягошурская.